# Ghiacciaio Vaughan
Il  Ghiacciaio Vaughan (in lingua inglese: Vaughan Glacier) è un ghiacciaio tributario antartico lungo 18 km), che fluisce in direzione est dal Monte Vaughan per terminare nel Ghiacciaio Scott, subito a sud del Taylor Ridge. È compreso nelle Hays Mountains, catena montuosa che fa parte dei Monti della Regina Maud, in Antartide. 
Fu mappato dall'United States Geological Survey (USGS) sulla base di ispezioni in loco e di foto aeree prese dalla U.S. Navy nel periodo 1960-64. 
La denominazione fu assegnata dall'Advisory Committee on Antarctic Names (US-ACAN), assieme a quella del Monte Vaughan, in onore di Norman Dane Vaughan (1905–2005), conduttore di cani da slitta della squadra che aveva esplorato le montagne di questa zona.